# Двали, Джаба
Джаба Двали (груз. ჯაბა დვალი; 8 февраля 1985, Тбилиси) — грузинский футболист, нападающий. Выступал за национальную сборную Грузии. Двукратный лучший бомбардир чемпионата Грузии, неоднократный чемпион Грузии. С июня 2021 года — генеральный директор футбольного клуба «Зестафони».

## Биография

### Клубная карьера
Воспитанник юношеской команды ФК «Тбилиси» и школы «Юный Динамовец». С 2003 года выступал за второй состав тбилисского «Динамо» в первой лиге Грузии, стал лучшим бомбардиром первой лиги сезона 2003/04 с 18 голами. В начале 2004 года дебютировал в основном составе клуба в высшем дивизионе, свой первый гол на высшем уровне забил 22 мая 2004 года в матче последнего тура против «Дилы» (2:1). В сезоне 2004/05 стал твёрдым игроком основного состава и завоевал свой первый титул чемпиона страны. В сезоне 2005/06 стал лучшим бомбардиром чемпионата Грузии с 21 забитым мячом, при этом часть сезона провёл на правах аренды в «Сиони».
В 2007—2009 годах играл в чемпионате Молдавии за «Дачию» и стал двукратным серебряным призёром чемпионата. В сезоне 2007/08 занял второе место в споре бомбардиров чемпионата с 13 голами.
После возвращения в Грузию стал выступать за «Зестафони», с которым дважды становился чемпионом страны (2010/11 и 2011/12). В сезоне 2011/12 во второй раз в карьере стал лучшим бомбардиром грузинского чемпионата, забив 20 голов. Стал автором первого хет-трика в истории Лиги Европы (после её преобразования из Кубка УЕФА), в июле 2009 года в матче против североирландского «Лисберна» (6:0). В 2012 году вернулся в тбилисское «Динамо» и в сезоне 2012/13 в третий раз подряд (и четвёртый всего) завоевал золотые медали чемпионата Грузии.
Весной 2014 года играл на правах аренды в чемпионате Азербайджана за «Карабах» (Агдам), но появлялся на поле не часто, сыграв 5 матчей, из них четыре — не полностью. Команда в том сезоне стала чемпионом Азербайджана.
Весной 2015 года вернулся в кишинёвскую «Дачию» и завоевал свою третью серебряную медаль чемпионата Молдавии, однако закрепиться в составе команды не сумел, сыграв 5 матчей и забив один гол. Затем до конца контракта отдавался в аренду в грузинские клубы.
В 2017 году в составе «Сиони» выступал в первой лиге Грузии, стал третьим призёром турнира и вторым бомбардиром (21 гол). Первый круг сезона 2018 года отыграл за «Сиони» в высшем дивизионе, после чего перешёл в клуб первой лиги «Телави».
Всего в высшем дивизионе Грузии по состоянию на конец 2018 года сыграл более 260 матчей и забил более 125 голов. В еврокубках (без учёта Кубка Интертото) забил 14 голов.

### Карьера в сборной
В национальной сборной Грузии сыграл один матч — 14 ноября 2012 года вышел на поле в товарищеском матче против Египта (0:0) и отыграл первый тайм.

## Достижения
Командные:
- Чемпион Грузии: 2004/05, 2010/11, 2011/12, 2012/13
- Обладатель Кубка Грузии: 2012/13
- Обладатель Суперкубка Грузии: 2011/12
- Чемпион Азербайджана: 2013/14
- Серебряный призёр чемпионата Молдавии: 2007/08, 2008/09, 2014/15

Личные:
- Лучший бомбардир чемпионата Грузии: 2005/06 (21 гол), 2011/12 (20 голов)